# Triphaenopsis cinerescens
Triphaenopsis cinerescens là một loài bướm đêm trong họ Noctuidae.